# Mbang (Nguelemendouka)
Pour les articles homonymes, voir Mbang (homonymie).
Le village de Mbang se situe dans la partie est du Cameroun, dans le département du Haut-Nyong et plus précisément au sein de la commune de Nguelemendouka. Cette dernière compte 50 villages dont Mbang fait partie.

## Population
D'après le recensement de 2005, le village compte 311 habitants, dont 153 hommes et 158 femmes.

## Climat
Le climat du village se rapproche fortement de celui de la Guinée où 4 petites saisons irrégulières s'entrecoupent (saison des pluies et saison sèche).

## Sols
Le sol du village est particulièrement ferralitique et très latéritique dans certaines zones. Grâce à la cuvette du fleuve Nyong, les sols sont généralement riches en humus, ce qui confère au sol du village une très grande fertilité. Peuvent aussi être rencontrés de sols isomorphes dans les zones marécageuses.

## Religion
Le christianisme demeure la religion principale du village. Cependant, l'islam est aussi présent.